# Edgefield County
Edgefield County är ett administrativt område i delstaten South Carolina, USA. År 2010 hade countyt 26 985 invånare. Den administrativa huvudorten (county seat) är Edgefield. 

## Geografi
Enligt United States Census Bureau så har countyt en total area på 1 313 km². 1 300 km² av den arean är land och 13 km² är vatten. 

### Angränsande countyn
- Saluda County, South Carolina - nordöst
- Aiken County, South Carolina - öst
- Richmond County, Georgia - sydväst
- Columbia County, Georgia - sydväst
- McCormick County, South Carolina - väst
- Greenwood County, South Carolina - nordväst